# Reggae en España
El reggae en España ha evolucionado desde un género musical de nicho hasta convertirse en una parte importante de la escena musical del país. Aunque no tiene las mismas raíces profundas que en Jamaica, el reggae ha encontrado un público fiel y una vibrante comunidad de artistas, especialmente desde la década de 1980.

## Historia

#### Orígenes y Primeras Influencias
El reggae comenzó a llegar a España en los años 70, influenciado por el auge de éste y del ska en el Reino Unido, que a su vez fue impulsado por la diáspora jamaicana. Durante este período, bandas de rock y punk españolas comenzaron a incorporar ritmos reggae en sus canciones, aunque todavía no había una escena dedicada al reggae en sí.

#### Desarrollo en los Años 80 y 90
La verdadera explosión del reggae en España se produjo en la década de 1980, coincidiendo con el aumento del interés por la música alternativa y las culturas urbanas. Bandas como Kortatu y grupos del movimiento Rock Radikal Vasco adoptaron el reggae y el ska en sus repertorios, lo que ayudó a popularizar estos géneros entre la juventud. Además, el programa de radio El Bulevar de Radio 3, dirigido por José Ángel Arias, se convirtió en una plataforma clave para la difusión del reggae en España.
Durante los años 90, el reggae español comenzó a consolidarse con la aparición de bandas y solistas que adoptaron el género como su principal forma de expresión. Este período vio el surgimiento de bandas como Potato, pioneros del reggae en vasco, y de artistas como Muchachito Bombo Infierno, que mezclaban reggae con otros estilos como el flamenco y el rock.

#### La Escena Contemporánea
En el siglo XXI, el reggae en España ha continuado creciendo, con una escena que abarca desde bandas tradicionales de reggae hasta nuevas fusiones con otros géneros como el rap, el hip-hop y la música electrónica. Artistas como Morodo, Green Valley, y Fyahbwoy han alcanzado gran popularidad, no solo en España sino también en Hispanoamérica, llevando el reggae español a una audiencia global.
La proliferación de festivales de reggae, como Rototom Sunsplash (que se celebra en Benicàssim desde 2010), ha contribuido significativamente a la visibilidad y el desarrollo del género en el país. Estos eventos atraen a artistas internacionales y promueven la interacción entre músicos locales y globales, fortaleciendo la escena reggae en España. Otros festivales como el Lagata Reggae Festival en Zaragoza y el Nowa Reggae en Vilanova i la Geltrú han contribuido a mantener viva la escena reggae, atrayendo tanto a artistas nacionales como internacionales.

#### Influencia cultural y social
El reggae en España no solo ha sido una expresión musical, sino también una plataforma para mensajes de conciencia social y política. Como en otras partes del mundo, el reggae en España ha sido un vehículo para la difusión de ideas sobre la paz, la justicia social y la igualdad. En las letras de muchos artistas se encuentran referencias a temas como la lucha contra la opresión, la defensa de los derechos humanos, y la crítica a las injusticias sociales.

#### Futuro delreggaeen España
El reggae en España sigue evolucionando, adaptándose a las nuevas tendencias y generaciones, junto a artistas como Killah Man, Pure Negga,... La escena se mantiene activa con la aparición de nuevos artistas y la consolidación de un público que sigue apreciando el mensaje y el ritmo característico del reggae. Con una base sólida y una comunidad dedicada, el futuro del reggae en España parece prometedor, continuando con la tradición de fusionar sonidos globales con la cultura local.

## Artículos de interés
- Reggae en español
- Reggae